# 呂祖善
呂 祖善（りょ そぜん、ルゥィ・ジエシャン、1946年11月26日 - ）は、中華人民共和国の官僚、政治家。浙江省杭州市出身。全国人民代表大会財政経済委員会副主任委員、浙江省人民政府省長、中国共産党浙江省委員会副書記、浙江省人民政府常務副省長を歴任した。
中国共産党第16期中央候補委員、第17期中央委員。中国共産党第16大・第17大代表。第10期・第11期全国人民代表大会代表。

## 経歴
1946年11月26日、浙江省杭州市で生まれる。1968年に南京航空航天大学を卒業後、同年、中国人民解放軍部隊農場に入局。1970年4月、湖南省邵陽水力発電機工場に転入して技術員を担当しました。
1975年1月、浙江省汽車工業公司生産技術科技術者に転出。1979年8月、浙江省機械工業庁企業管理処工程師に転任し、浙江省汽車工業公司生産技術品質組組長を退く。1983年3月、浙江省機械工業庁副庁長、党組副書記兼庁直属機関党委書記に就任。1991年5月、浙江省機械工業庁長官、党組書記に昇格。1993年2月、中国共産党浙江省委員会秘書長に就任。1995年7月には同省党委員会常務委員を兼務する。1998年12月、浙江省人民政府常務副省長兼浙江行政学院院長に任命。2002年12月、浙江省党委副書記を兼務。2003年1月、浙江省第11期人民代表大会第1回会議で21日、呂祖善が省長に選出された。
2011年8月、中央に移り、全国人民代表大会財政経済委員会副主任委員（次官）に就任。2018年3月に退任し、政界から引退した。